# Brachythecium allisonii
Brachythecium allisonii är en bladmossart som beskrevs av Allan James Fife 1995. Brachythecium allisonii ingår i släktet gräsmossor, och familjen Brachytheciaceae. Inga underarter finns listade i Catalogue of Life.